# Schloss Renzenhof

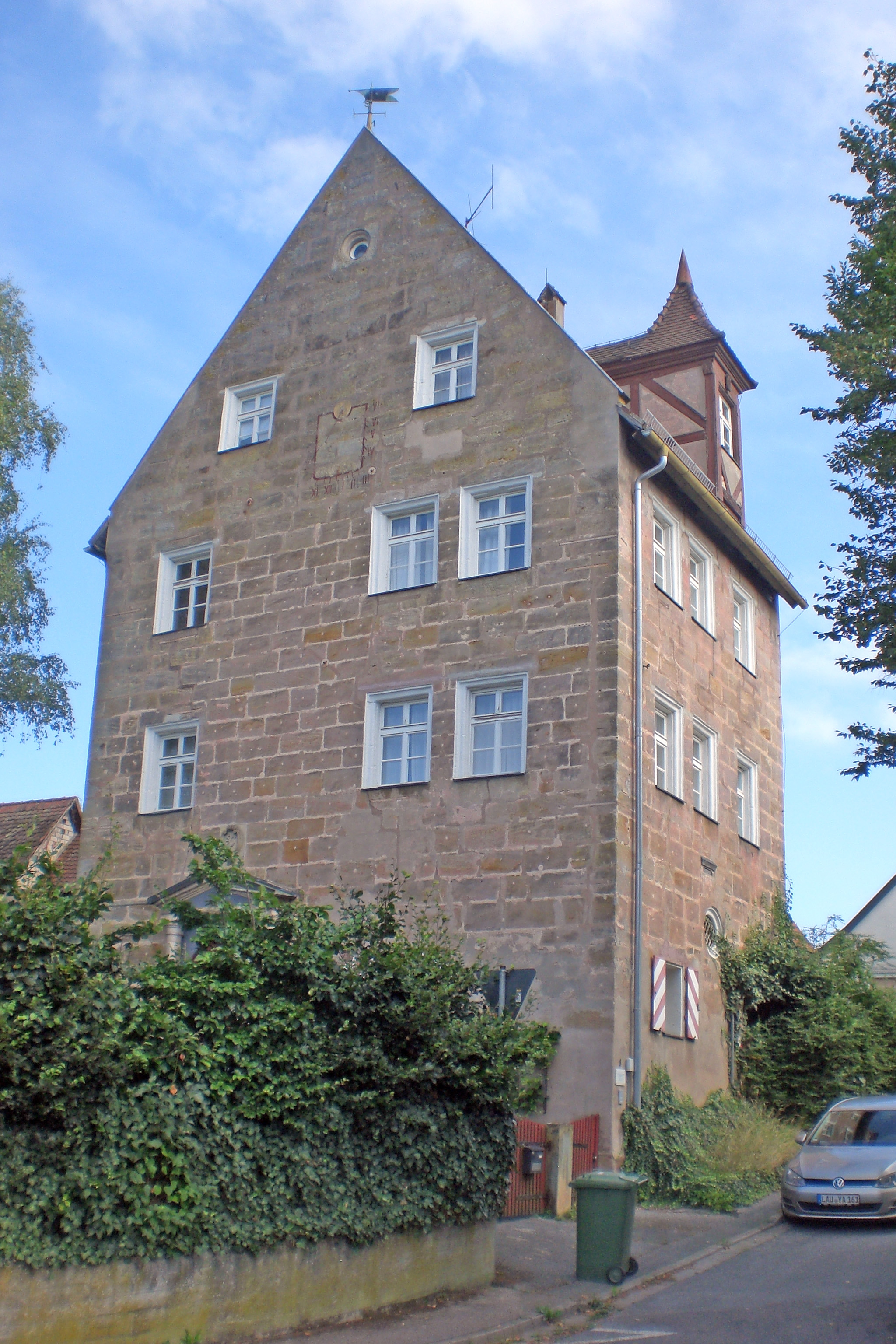
Schloss Renzenhof (2024)

Schloss Renzenhof ist ein Schloss bzw. ein Herrenhaus in Renzenhof, einem Gemeindeteil der Stadt Röthenbach an der Pegnitz im Landkreis Nürnberger Land (Mittelfranken, Bayern).

## Geschichte
Renzenhof erscheint schon im Waldbuch Paul Stromers (1425) als Forsthube (Sitz eines Försters). Martini führt in seinem Buch über das Kloster Engelthal eine Urkunde aus dem Jahre 1362 an, in welcher von einem Konrad Pessler zur Renzenhof die Rede ist. 1480 wurde Thomas Zingel Eigentümer. Der vermachte 1482 nach seinem Tod Renzenhof seinen Neffen. Diese verkauften den Besitz 1484 an Jörg Schedel. Nach dessen Tod fiel der Besitz an dessen Bruder, Hartmann Schedel, den Verfasser der bekannten Weltchronik. Nach seinem Tod verkauften dessen Erben 1544 den Sitz an Christoph II. Fürer von Haimendorf, dessen Familie ihn erst 1847 wieder verkaufte. Später gelangte er an die Industriellenfamilie Conradty, die unter Conrad Conradty 1880 in der Röthenbacher Papiermühle eine Bleistiftfabrik gegründet hatte, die sich im 19. Jahrhundert zu einer bedeutenden Produktionsstätten von Beleuchtungskohlen entwickelte.
Heute befindet sich der Herrensitz Renzenhof in Privatbesitz, dient als Wohngebäude und steht nicht für Besichtigungen zur Verfügung. Die weitgehend frühneuzeitlichen Ökonomiegebäude gerieten in andere Hände und zeigen heute die Spuren jahrelanger Vernachlässigung.

## Beschreibung
Der turmähnliche, dreigeschossige Herrensitz mit seinem Renaissanceportal stammt aus dem 16./17. Jahrhundert. Westlich schließen sich als ehemalige Wirtschaftsgebäude eingeschossige Quaderbauten und eine Scheune mit Fachwerkgiebel und Glockentürmchen an. Das Baudenkmal ist in der Liste der Baudenkmäler in Röthenbach an der Pegnitz unter der Aktennummer D-5-74-152-21 folgendermaßen beschrieben:
Ehemaliger Herrensitz: Turmartiger dreigeschossiger Bau mit Satteldach, bezeichnet „1784“, im Kern 16./17. Jahrhundert, reiches Portal
Zwei Nebengebäude: ein-/zweigeschossige Sandsteinquaderbauten, 17./18. Jahrhundert